# Megaphasma
Genre
Megaphasma est un genre de phasmes de la famille des Diapheromeridae, comprenant deux espèces originaires d'Amérique du Nord.

## Liste des espèces
Ce genre comprend les deux espèces suivantes,, :
- Megaphasma denticrus (Stål, 1875)
- Megaphasma furcatum (Brunner von Wattenwyl, 1907)

## Systématique
Le nom scientifique de ce taxon est Megaphasma, choisi en 1903 par l'entomologiste américain Andrew Nelson Caudell, pour l'espèce type Megaphasma denticrus, classée avant lui dans le genre Diapheromera, sous le protonyme Diapheromera denticrus.

## Publication originale
- (en) Andrew Nelson Caudell, « The Phasmidae, or Walkingsticks, of the United States », Proceedings of the United States National Museum, vol. 26,‎ 1903, p. 878, pl. 56-59 (lire en ligne, consulté le 1er juillet 2021)